# 大貫勇輔
大貫 勇輔（おおぬき ゆうすけ、1988年8月31日 - ）は、日本のダンサー、俳優。神奈川県座間市出身。ホリプロ所属。身長180cm、体重79kg。

## 略歴
7歳よりダンスを始め、17歳よりプロダンサーとして数々の作品に出演。バレエ・ジャズ・コンテンポラリー・モダン・ストリート（ブレイク・ポップ・ハウス・ロッキング・ヒップホップ）・アクロバット・体操など、多岐に渡るジャンルのダンスを踊りこなす。
2011年にミュージカル『ロミオ&ジュリエット』で演出家の小池修一郎に見いだされ、死のダンサー役に大抜擢。2012年にはミュージカル『キャバレー』で藤原紀香の相手役に抜擢され、俳優デビュー。シャディ社のCMでもその身体能力の高さを活かし、「シャディの勇輔くん」として好評を博した。
2019年、テレビドラマ『ルパンの娘』で、主人公・華の幼なじみで世界を股にかける泥棒・円城寺輝を演じ、毎回会話の途中で突然ミュージカル調になり歌って踊り出すシーンが話題になる。披露している歌やダンスに視聴者から『歌上手すぎ！』と熱い視線を集めている。
2022年2月8日、元宝塚歌劇団専科男役の沙央くらまと前年2021年に結婚し、2022年に入り第1子となる男児が誕生したことを所属事務所を通して明らかにした。

## 人物
趣味は旅行、映画鑑賞。特技はアクロバット。父はオリンピックの体操種目予選に出場、母や叔母も元体操選手であり、運動・身体能力を育みやすい環境で育った。
イスラエルで最も注目を集めるアーティストであるインバル・ピントや、コンテンポラリーダンスの巨匠マシュー・ボーンといった演出家にも抜擢されるなど、世界的に評価が高い。

## 出演

### 舞台
- ミュージカル「ロミオ＆ジュリエット」（2011年9月 - 10月、演出：小池修一郎） - 死 役
  - ミュージカル「ロミオ&ジュリエット」（2017年1月 - 3月、演出：小池修一郎） - 死 役　
  - ミュージカル「ロミオ&ジュリエット」（2019年2月 - 4月、演出：小池修一郎） - 死 役
- ミュージカル「キャバレー」（2012年3、4月　演出：小池修一郎） - クリフ 役
- ダンス公演「XY2（クロス）」（2012年10月）
- 100万回生きたねこ（2013年1月 - 2月 演出：インバル・ピント&アブシャロム・ポラック）
- マシュー・ボーンの「ドリアン・グレイ（英語版）」（2013年7月　原作：オスカー・ワイルド『ドリアン・グレイの肖像』、演出・振付：マシュー・ボーン） - 主演
- ミュージカル 「ピーター・パン」（2014年7月） - フック船長 役
  - ミュージカル 「ピーター・パン」（2015年7、8月） - フック船長 役
- 朗読劇 私の頭の中の消しゴム7th letter（2015年5月3日、4日 演出：岡本貴也） - 主演
- 舞台『アドルフに告ぐ』（2015年6月） - 本多芳男 役
- 喜びの歌（2016年8月24日〜28日　演出：鈴木勝秀） - ジンダンジ 役
- 梅棒 6th OPUS『GLOVER』（2016年10月） - ロメオ 役（客演）
- 柚希礼音コンサート「REON JACK2」（2017年3月 - 4月、梅田芸術劇場 メインホール / パシフィコ横浜国立大ホール / 福岡市民会館）[5]
- ミュージカル「ビリー・エリオット〜リトル・ダンサー〜」（2017年7月 - 10月） - オールダービリー 役
  - ミュージカル「ビリー・エリオット〜リトル・ダンサー〜」（2020年9月 - 11月） - オールダービリー 役
- ミュージカル『メリー・ポピンズ』（2018年3月 - 5月、東急シアターオーブ / 5月 - 6月、梅田芸術劇場 メインホール）  - バート 役 ※柿澤勇人とのダブルキャスト
  - ミュージカル『メリー・ポピンズ』（2022年3月 - 5月、東急シアターオーブ / 5月 - 6月、梅田芸術劇場 メインホール）  - バート 役[6] ※小野田龍之介とのダブルキャスト
  - ミュージカル『メリー・ポピンズ』（2026年3月 - 5月、東急シアターオーブ / 5月 - 6月、梅田芸術劇場 メインホール）  - バート 役[7] ※小野田龍之介、上川一哉とのトリプルキャスト
- 舞台『ねじまき鳥クロニクル』（2020年2月、東京芸術劇場プレイハウス）
- ミュージカル『フィスト・オブ・ノーススター〜北斗の拳〜』（2021年12月 - 2022年1月、日生劇場 / 梅田芸術劇場メインホール / 愛知県芸術劇場 大ホール） - 主演 ケンシロウ 役[8]
  - ミュージカル『フィスト・オブ・ノーススター〜北斗の拳〜』（2022年9月 - 10月、Bunkamuraオーチャードホール / キャナルシティ劇場） - 主演 ケンシロウ 役[9]
- 舞台『ハリー・ポッターと呪いの子』（2023年6月 - 2026年1月31日〈予定〉）- ハリー・ポッター役[10][11][12]
- 天保十二年のシェイクスピア（2024年12月9日 - 29日、日生劇場 / 2025年1月5日 - 7日、梅田芸術劇場 / 2025年1月11日 - 13日、博多座 / 2025年1月18日・19日、オーバード・ホール / 2025年1月25日・26日、愛知県芸術劇場）[13][14]
- ミュージカル『アメリカン・サイコ』（2025年3月30日 - 4月13日、新国立劇場 中劇場 / 4月19日 - 21日、森ノ宮ピロティホール / 4月26日、J:COM北九州芸術劇場 大ホール / 4月30日、JMSアステールプラザ 大ホール） - ポール・オーウェン 役[15]
- チ。-地球の運動について-（2025年10月8日 - 26日〈予定〉、新国立劇場 中劇場 / 11月8日・9日〈予定〉、御園座 / 11月15日・16日〈予定〉、 呉信用金庫ホール / 11月21日 - 23日〈予定〉、梅田芸術劇場 メインホール / 11月29日・30日〈予定〉、J:COM北九州芸術劇場 大ホール） - グラス 役 他[16][17]

### コンサート
- ホリプロミュージカル・コンサート（2020年12月13日、新国立劇場 中劇場）

### CM
- KIRIN「ワインスプリッツァ!」（2012年）
- シャディ社 お中元、お歳暮「シャディの勇輔くん」（2012年）
- Sky株式会社
  - 「仲間となら」篇（2018年 - ）
  - 「名刺情報は会社の重要資産」篇（2022年 - ） - 吉田鋼太郎と共演[18]
- 江崎グリコ「じゃんけんグリコ2020」（2020年）[19]

### テレビ番組
- めざましテレビ（2019年7月、フジテレビ） - 2019年7月度マンスリーエンタメプレゼンター

### テレビドラマ
- 隣の女（2014年5月19日、TBS） - 岸井 役
- セカンド・ラブ（2015年2月6日 - 3月20日、テレビ朝日） - 一之瀬佑都 役
- ある日、アヒルバス 第3話、最終話（2015年7月19日、8月23日、NHK BSプレミアム） - 涼太 役
- 高嶺の花 第7話 - 最終話（2018年8月22日 - 9月12日、日本テレビ） - 神宮兵馬 役
- やすらぎの刻〜道（2019年5月28日 - 5月31日、テレビ朝日） - 小沼良吉 役
- ルパンの娘（フジテレビ） - 円城寺輝 役
  - 第1シリーズ（2019年7月11日 - 9月26日）
  - 第2シリーズ（2020年10月16日 - 12月10日）
- グランメゾン東京 第3話 - 最終話（2019年11月3日  - 12月29日、TBS） - 柿谷光 役
- 知らなくていいコト 第3話（2020年1月22日、日本テレビ） - 河原巽 役
- ラーメン大好き小泉さん 二代目！（2020年3月27日、フジテレビ） - 先生 役
- 生き残った6人によると（2022年8月10日 - 9月14日、毎日放送） - 平坂亮 役[20]
- ファーストペンギン! 第8話 - 最終話（2022年11月23日 - 12月7日、日本テレビ） - 林田楽 役[21]
- 大河ドラマ どうする家康（2023年4月2日 - 、NHK総合） - 浅井長政 役[22][23]
- 婚活1000本ノック 第3話（2024年1月31日、フジテレビ系） -  熱盛 役
- 子宮恋愛（2025年4月11日 - 6月27日、読売テレビ） - 山手旭 役[24]

### 映画
- 劇場版 ルパンの娘（2021年10月15日） - 円城寺輝 役[25]
- KAPPEI カッペイ（2022年3月18日） - 終末の戦士・守 役[26]
- 鋼の錬金術師 完結編 復讐者スカー（2022年5月20日） - スカーの兄 役[27]
- 仮面ライダーギーツ×リバイス MOVIEバトルロワイヤル（2022年12月23日） - 轟戒真 / 仮面ライダーシーカー（声） 役[28]

### 配信ドラマ
- グラグラメゾン♥東京 〜平古祥平の揺れる思い〜 第8話 - 最終話（2019年12月9日 - 12月30日、Paravi） - 柿谷光 役

### テレビアニメ
- 富豪刑事 Balance:UNLIMITED（2020年4月10日 - 9月25日、フジテレビ） - 主演・神戸大助 役[29]

### 吹き替え
- キャッツ（2020年1月24日） - スキンブルシャンクス 役〈スティーヴン・マックレー〉[30]

### DVD
- Challenger〜新たなる世界へ〜(2013年12月30日、ホリプロ）
- Challenger〜ドイツ編〜（2014年10月8日、ホリプロ）
- Challenger 〜さらなる高みへ〜（2015年7月17日、ホリプロ）
- Clementia 〜クレメンティア：相受け入れること、寛容〜(2016年4月20日、ホリプロ）
- Clementia vol.3〜クレメンティア：相受け入れること、寛容〜（2017年6月14日、ホリプロ）

### 玩具
- 仮面ライダーギーツ PREMIUM DXメモリアルパワードビルダーバックル&ギガントバックルセット（2026年1月）